# Leptogenys amon
Leptogenys amon es una especie de hormiga del género Leptogenys, subfamilia Ponerinae. Fue descrita por Bolton en 1975.

## Distribución
Se encuentra en la región afrotropical.